# Gemeindeturm Nordstetten

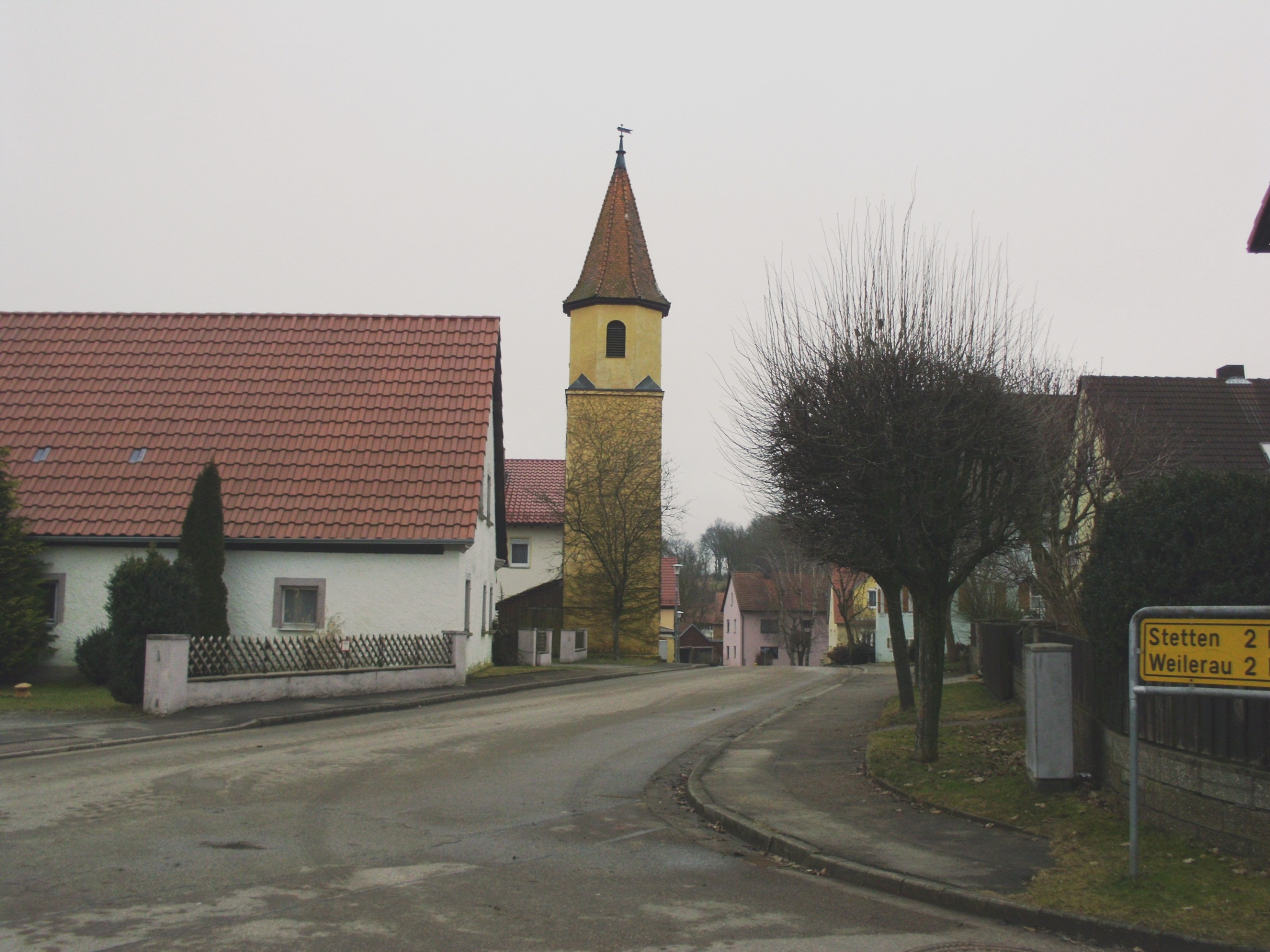
Der Glockenturm (2012)

Der Gemeindeturm ist ein Glockenturm in Nordstetten, einem Gemeindeteil der Stadt Gunzenhausen im mittelfränkischen Landkreis Weißenburg-Gunzenhausen. Das Gebäude ist als einziges Bauwerk Nordstettens unter der Denkmalnummer D-5-77-136-174 als Baudenkmal in die Bayerische Denkmalliste eingetragen.
Das kirchenähnliche Bauwerk befindet sich im Ortskern an der Hauptstraße und liegt nahe dem Gebäude Nordstetten 10 auf einer Höhe von 438 m ü. NHN. Der dreigeschossige quadratische Bau mit achteckigem aufgesetztem Obergeschoss mit Spitzhelm wurde 1899 errichtet.